# Touvain
Cet article concerne la langue touvaine. Pour le peuple touvain, voir Touvains.
Le touvain (ou langue touvine, ou touvinien ; en touvain : тыва дыл [tʰɯˈʋa tɯɫ]) est une langue de la famille des langues turques parlée par près de 200 000 Touvains dans la République de Touva, en Sibérie, en Russie. De petits groupes parlent touvain en Mongolie et en Chine.
Le touvain contient beaucoup de mots empruntés au mongol et a été influencé par le russe ces cent dernières années.

## Écriture
Le touvain utilisait autrefois une écriture mongole.

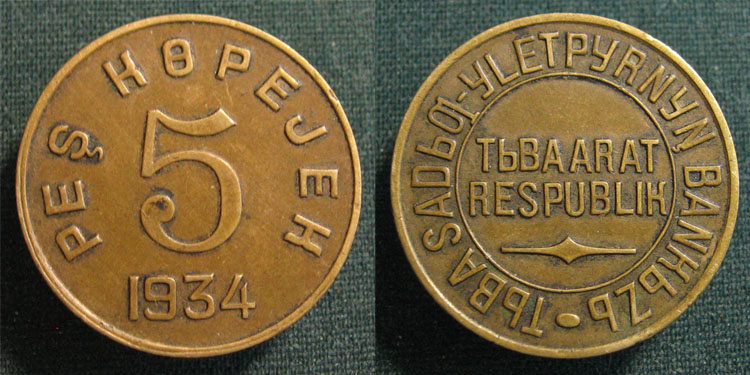
5 kopecks de la République populaire touvaine de 1934 avec des inscriptions en latin.

L'écriture du touvain a ensuite été fixée dans les années 1930 par un moine bouddhiste, Lopsan-Chimit, qui a plus tard subi les purges staliniennes. Cette graphie (alphabet turc unifié, ou Yanalif), utilisait pour l'essentiel des lettres latines plus quelques caractères spéciaux pour traduire certains sons :
| A a | B ʙ | C c | D d | E e | F f | G g | Ƣƣ  |
| H h | I i | J j | Ɉɉ  | K k | L l | M m | N n |
| Ꞑ ꞑ | O o | Ө ө | P p | Q q | R r | S s | Ş ş |
| T t | U u | V v | W w | X x | Y y | Z z | Ƶ ƶ |
| Ь ь |     |     |     |     |     |     |     |

La lettre Ɉ a été supprimée de cet alphabet en 1931.
Depuis 1943, c'est un alphabet cyrillique étendu qui est utilisé :
| А а | Б б | В в | Г г | Д д | Е е | Ё ё | Ж ж |
| З з | И и | Й й | К к | Л л | М м | Н н | Ң ң |
| О о | Ө ө | П п | Р р | С с | Т т | У у | Ү ү |
| Ф ф | Х х | Ц ц | Ч ч | Ш ш | Щ щ | Ъ ъ | Ы ы |
| Ь ь | Э э | Ю ю | Я я |     |     |     |     |

Depuis la fin de l'Union soviétique, des universitaires et quelques habitants de Touva essayent de repasser à un alphabet latin.
L'alphabet actuel du touvain est l'alphabet cyrillique russe classique auquel s'ajoutent trois lettres : 
- Ң ң (latin ng ou API [ŋ]),
- Ө ө (latin ö, API [ɵ]),
- Ү ү (latin ü, API [ʉ]).

L'ordre alphabétique est le même qu'en cyrillique russe. Le Ң se trouve après le Н, le Ө après le О, et le Ү après le У.

## Phonétique

### Consonnes
Le touvain possède 19 phonèmes consonantiques propres.
|            |                        | Labiales | Alvéolaires | Palatales | Vélaires |
| ---------- | ---------------------- | -------- | ----------- | --------- | -------- |
| Nasales    | Nasales                | m        | n           |           | ŋ4       |
| Occlusives | non aspirées/ voisées1 | p        | t           |           | g4       |
| Occlusives | aspirées/ non voisées2 | pʰ       | tʰ          |           | k3       |
| Affriquées | Affriquées             |          | (t͡s)2       | t͡ɕ        |          |
| Fricatives | non voisées            | (f)2     | s           | ɕ         | x4       |
| Fricatives | voisées                |          | z           | ʑ         | ɣ3       |
| Battues    | Battues                |          | ɾ           |           |          |
| Spirantes  | Spirantes              | ʋ        | l4          | j         |          |

1. La distinction entre bilabiale initiale et occlusive alvéolaire est basée sur l'aspiration pour la plupart des locuteurs, sur le voisement pour les autres.
2. On trouve /f/ et /ts/ dans certains mots empruntés au russe.
3. /ɣ/ est un allophone de /g/ à la fin d'une syllabe et entre les voyelles.
4. /ŋ, g (ɣ), k, x, l/ se prononcent comme [ɴ, ɢ (ʁ), q, χ, ɫ] dans les syllabes contenant des voyelles postérieures.

### Voyelles
Les voyelles en touvain existent en trois quantités différentes : brèves, longues, et brèves à ton bas. Les voyelles longues ont une durée d'au moins deux fois (et souvent plus) celle des voyelle brèves. Le ton bas contrastif peut se rencontrer sur les brèves, entraînant dans ce cas une augmentation de la durée d'au moins 50 %. Le ton bas se situe à la limite inférieure de la gamme vocale des locuteurs du touvain ; il peut parfois s'assimiler à la voix craquée. Lorsque la voyelle d'un mot monosyllabique est affectée d'un ton bas, celui-ci ne s'applique qu'à la première moitié de la durée d'émission, la seconde partie étant prononcée sur le ton normal. L'impression acoustique qui en résulte est celle d'un ton montant, évoquant le ton 2 du mandarin, même si le ton du touvain commence beaucoup plus bas. Toutefois, le touvain est considéré comme une langue à accentuation tonale contrastive plutôt que comme une langue à tons proprement dite. Lorsque le ton bas intervient dans un mot polysyllabique, on ne constate ni élévation consécutive ni effet d'allongement. Ces voyelles à ton bas étaient autrefois dénommées par les linguistes « kargyraa » ou « voyelles pharyngalisées ». Des études phonétiques ont démontré que c'est le ton bas qui en est la marque caractéristique (voir Harrison, 2001).
|                       |               | Bref | Bref | Long | Long | Ton bas | Ton bas |
| --------------------- | ------------- | ---- | ---- | ---- | ---- | ------- | ------- |
| Haut                  | Bas           | Haut | Bas  | Haut | Bas  |         |         |
| Voyelles antérieures  | non arrondies | ɪ    | e    | iː   | eː   | ɪ̀       | è       |
| Voyelles antérieures  | arrondies     | ʉ    | ɵ    | yː   | øː   | ʉ̀       | ɵ̀       |
| Voyelles postérieures | non arrondies | ɯ    | a    | ɯː   | aː   | ɯ̀       | à       |
| Voyelles postérieures | arrondies     | ʊ    | ɔ    | uː   | oː   | ʊ̀       | ɔ̀       |

Les voyelles peuvent aussi être nasalisées, dans un environnement de consonnes nasales, mais la nasalisation n'est pas contrastive.

#### Harmonie vocalique
Le touvain possède un double système d'harmonie vocalique, qui régit strictement la distribution des voyelles à l'intérieur des mots et des suffixes. L'harmonie antérieure/postérieure, ou palatale, impose à toutes les voyelles d'un mot d'être, soit postérieures, soit antérieures. L'harmonie d'arrondissement, ou labiale, impose qu'une voyelle soit arrondie s'il s'agit d'une voyelle haute apparaissant dans une syllabe suivant immédiatement une voyelle arrondie. Les voyelles basses arrondies ([ø], [o]) sont limitées à la première syllabe d'un mot, et une voyelle dans une syllabe non initiale ne peut être arrondie que si elle remplit les conditions de l'harmonie d'arrondissement, à savoir qu'elle doit à la fois être une voyelle haute ([y], [u]) et être précédée d'une voyelle arrondie.

## Morphologie

### Le nom
- Exemple de déclinaison du nom, au singulier : « feu »
- Nominatif : от (ot)
- Datif : оттуң (ottuŋ)
- Accusatif : отка (otka)
- Locatif : отту (ottu)
- Ablatif : оттан (ottan)
- Directif I : отче (otče)
- Directif II : оттува (ottuva)

## Syntaxe
L'ordre des mots en touvain est de type SOV. Par exemple :
- Теве сигенни чиген. /teˌʋe sɪˌɡenɪ tʃɪˈgen/ (chameau foin manger-passé) « le chameau a mangé le foin ».

## Vocabulaire
Le vocabulaire du touvain est essentiellement d'origine turcique, mais il comprend aussi un grand nombre de mots empruntés au mongol ; la langue utilise d'ailleurs plusieurs suffixes mongols. Il existe également un substrat d'origine kète et samoyède.